# Ana de Mendoza de la Cerda
Ana Hurtado de Mendoza de la Cerda y de Silva y Álvarez de Toledo (Cifuentes, Guadalajara, 29 de junio de 1540-Pastrana, Guadalajara, 2 de febrero de 1592) fue una noble española que ostentó los títulos de II duquesa de Francavilla, II princesa de Mélito, II condesa de Aliano y II marquesa de Algecilla por derecho propio. Por su matrimonio con Ruy Gómez de Silva, noble portugués y valido del rey Felipe II de España, es también princesa de Éboli, duquesa de Estremera, duquesa de Pastrana y marquesa de Diano. Es conocida coloquialmente como la princesa de Éboli.

## Biografía

### Primeros años
Ana pertenecía a la casa de Mendoza, una de las familias castellanas más poderosas de su época. Fue la única hija del matrimonio de Diego Hurtado de Mendoza y de la Cerda (I duque de Francavilla, I príncipe de Mélito y virrey de Aragón) con su primera esposa María Catalina de Silva y Álvarez de Toledo, hija de los condes de Cifuentes.
A la edad de doce años, en 1553, el príncipe Felipe (futuro Felipe II de España) y los padres de la novia firmaron las capitulaciones para la boda de Ana con Ruy Gómez de Silva, amigo de la infancia del príncipe Felipe. Ruy era príncipe de Éboli, denominación de la ciudad ubicada en el Reino de Nápoles y ministro del rey. Los compromisos de Ruy motivaron su presencia en Inglaterra y el matrimonio no se celebró hasta aproximadamente 1557.
Fue una de las mujeres de más talento de su época y considerada una de las damas más hermosas de la corte española. Respecto a la pérdida de su ojo derecho, la teoría más respaldada asegura que la princesa fue dañada por la punta de un florete manejado por un paje durante su infancia. Pero este dato no es claro, quizá en realidad sufriese estrabismo, aunque hay pocos datos que mencionen dicho defecto físico.

### Conflicto con Teresa de Jesús

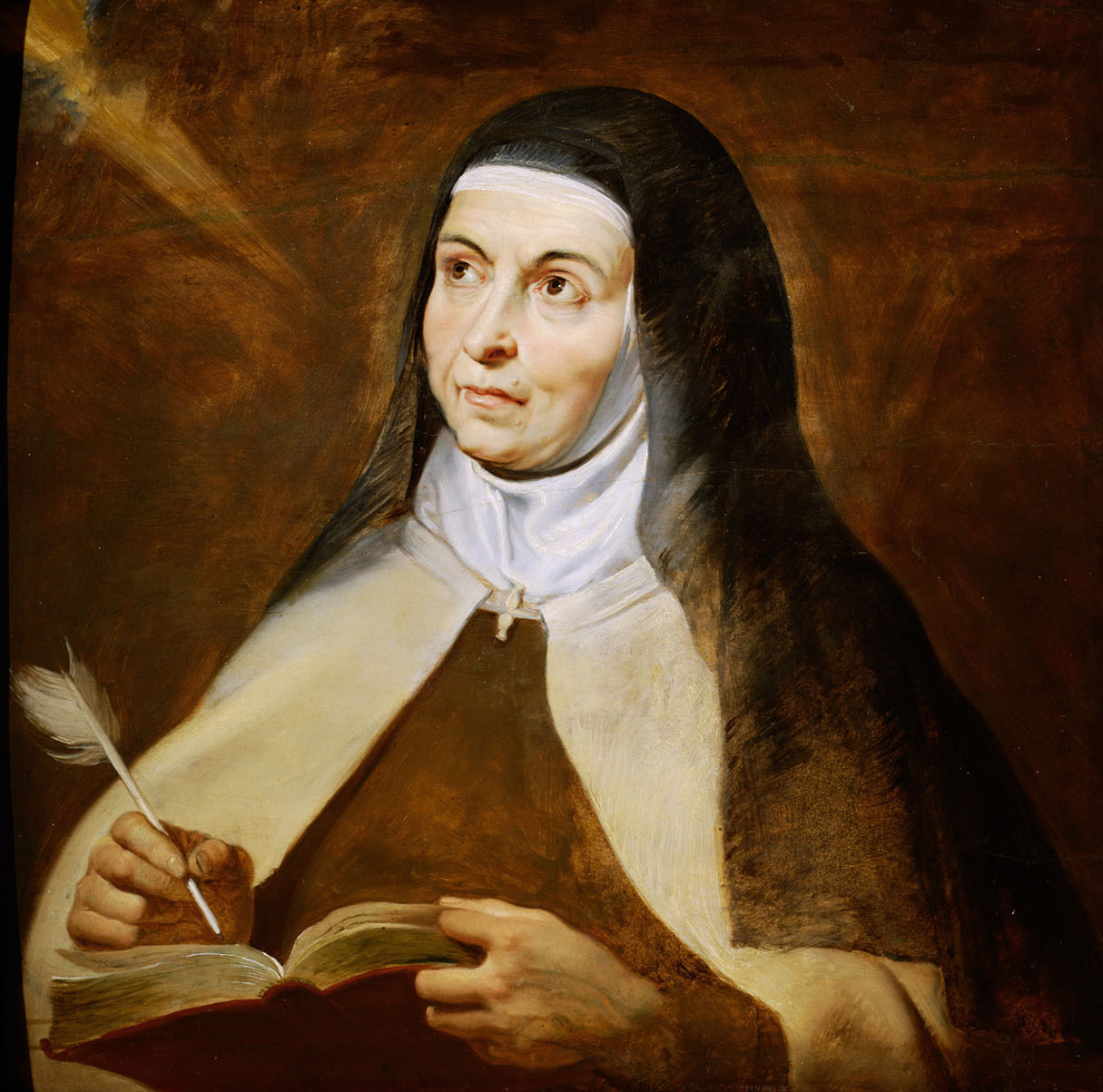
Teresa de Jesús tuvo varios enfrentamientos con la princesa consorte de Éboli

Ana solicitó junto con su marido dos conventos de la orden religiosa de las carmelitas descalzas en Pastrana.
Entorpeció las obras porque quería que se construyesen según sus dictados, lo que provocó numerosos conflictos con monjas, frailes, y sobre todo con Teresa de Jesús, fundadora de la orden. Ruy Gómez de Silva puso paz, pero cuando éste murió volvieron los problemas, ya que la princesa quería ser monja y que todas sus criadas también lo fueran. Le fue concedido a regañadientes por Teresa de Jesús y se la ubicó en una celda austera.
Pronto se cansó de la celda y se fue a una casa en el huerto del convento con sus criadas. Allí disponía de armarios para guardar vestidos y joyas, además de tener comunicación directa con la calle y poder salir a voluntad. Ante esto, por mandato de Teresa, todas las monjas abandonaron Pastrana y dejaron sola a Ana. Ésta regresó a su palacio de Madrid, no sin antes publicar una biografía tergiversada de Teresa. Esto produjo el alzamiento de escándalo de la Inquisición española, que prohibió la obra durante diez años.

### Tras la muerte de Ruy Gómez de Silva
Tras la repentina muerte de Ruy Gómez de Silva en 1573, Ana se vio obligada a manejar su amplio patrimonio y durante el resto de su vida tuvo una existencia problemática.
Gracias a sus influyentes apellidos consiguió una posición desahogada para sus hijos. Su hija mayor, Ana, casó con Alonso Pérez de Guzmán el Bueno y Zúñiga, VII duque de Medina Sidonia; el siguiente, Rodrigo, heredó el ducado de Pastrana; Diego fue duque de Francavilla, virrey de Portugal y marqués de Allenquer. A su hijo Fernando, ante la posibilidad de llegar a cardenal, le hicieron entrar en religión, pero escogió ser franciscano y cambió su nombre por el de Fray Pedro González de Mendoza (como su tatarabuelo el Gran Cardenal Mendoza), y llegó a ser arzobispo.

### La corte de Felipe II y sus intrigas
Debido a la posición de Ana de Mendoza en la corte española, mantenía relaciones cercanas con el entonces príncipe y luego rey Felipe II, lo que animó a varios a catalogarla como amante del rey, principalmente durante el matrimonio de este con la joven Isabel de Valois, de la cual fue amiga.
Lo que sí parece seguro es que, una vez viuda, en 1573, sostuvo relaciones con Antonio Pérez, secretario del rey. Antonio tenía la misma edad que ella y no se sabe realmente si lo suyo fue simplemente una cuestión de amor, de política o de búsqueda de un apoyo que le faltaba desde que muriera su marido. Estas relaciones fueron descubiertas por Juan de Escobedo, secretario de Juan de Austria, el hijo natural del rey Carlos I de España, quien además mantenía contactos con los rebeldes de los Países Bajos Españoles.  Antonio Pérez, temeroso de que revelase el secreto, le denunció ante el rey de graves manejos políticos y Escobedo apareció muerto a estocadas, de lo que la opinión pública acusó a Pérez; pero pasó un año hasta que el rey dispuso su detención.
Los motivos de la intriga que llevaron al asesinato de Escobedo y a la caída de la princesa no son claros. Parece probable, junto a la posible revelación de la relación amorosa entre Ana y Antonio Pérez, también la existencia de otros motivos, como una intriga compleja de ambos acerca de la sucesión al trono vacante de Portugal y contra Juan de Austria en su intento de casarse con María I de Escocia, de la Casa de Estuardo.

### El encierro

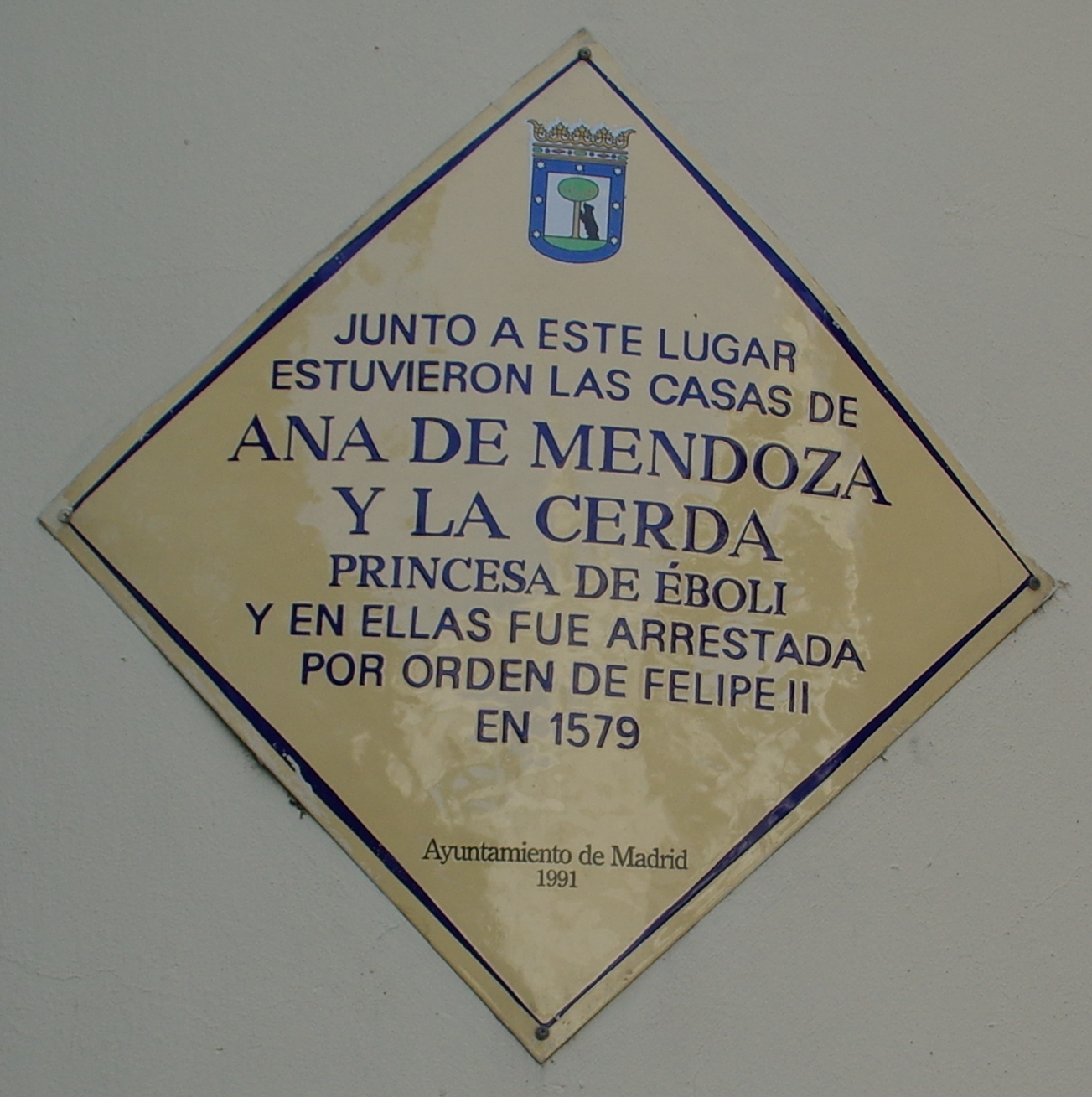
Placa conmemorativa

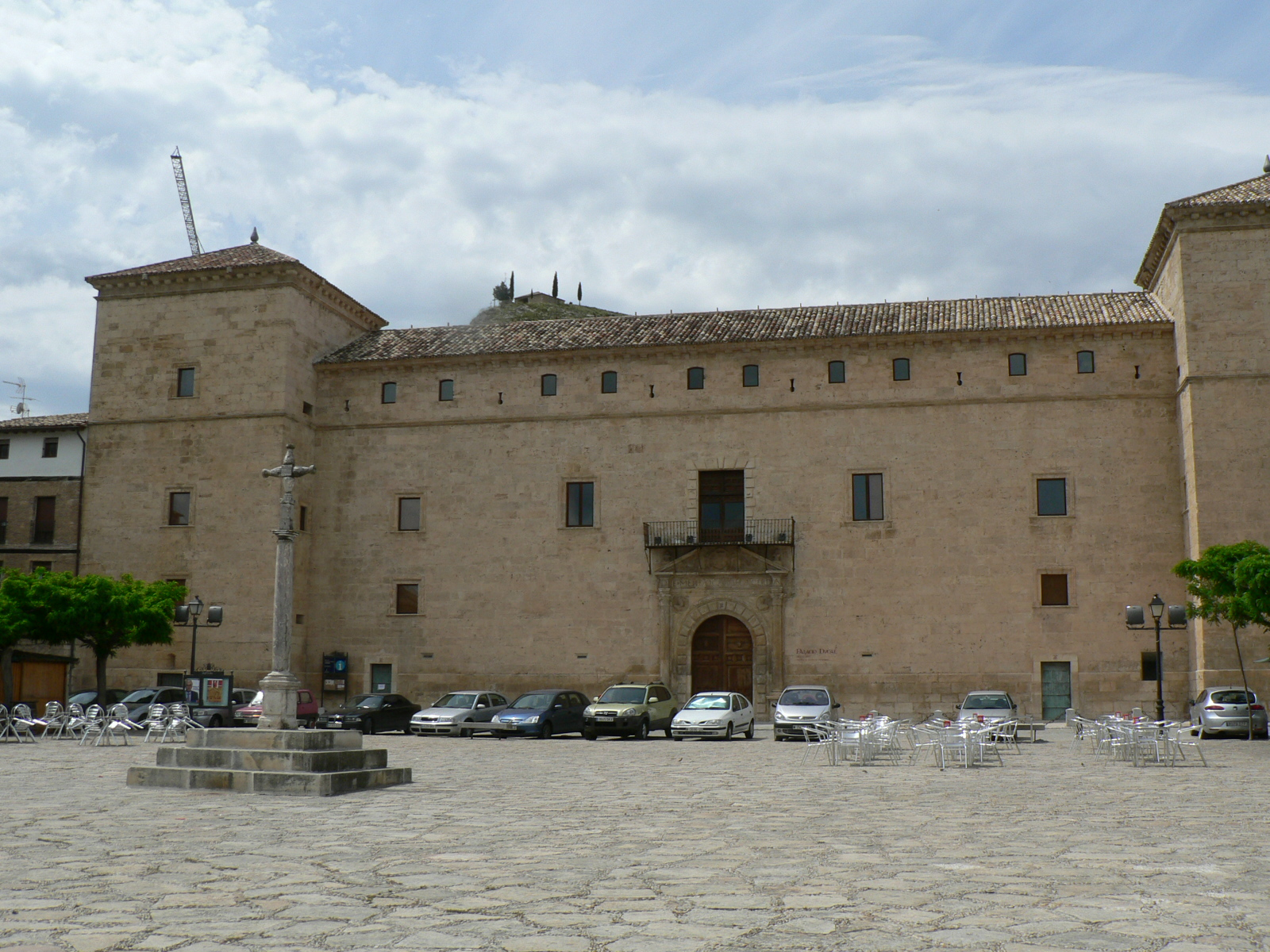
Palacio Ducal de Pastrana, lugar del encierro de la princesa viuda de Éboli.

La princesa de Mélito y viuda del príncipe de Éboli fue encerrada por orden del rey Felipe II de España el 28 de julio de 1579, primero en el Torreón de Pinto, luego trasladada en febrero de 1580 al fortaleza de Santorcaz y privada de la tutela de sus hijos y de la administración de sus bienes, para ser trasladada en 1581 a su Palacio Ducal de Pastrana, donde estuvo acompañada y atendida por su hija menor, Ana de Silva (llamada como la hija mayor de la princesa, que tuvo dos hijas del mismo nombre, se haría monja luego) y tres criadas.
Es muy conocido en dicho palacio el balcón enrejado que da a la plaza de la Hora, llamada así porque era donde se permitía a la princesa melancólica asomarse una hora al día. Tras la fuga de Antonio Pérez a Aragón en 1590, Felipe II mandó poner rejas en puertas y ventanas del Palacio Ducal. 
No está tampoco muy claro el por qué de la actitud cruel de Felipe II para con Ana, quien en sus cartas llamaba «primo» al monarca y le pedía en una de ellas «que la protegiese como caballero». Felipe II se referiría a ella como «la hembra» o «la marrana».  
Es curioso que mientras la actitud de Felipe hacia Ana era dura y desproporcionada, siempre protegió y cuidó de los hijos de esta y su antiguo amigo Ruy Gómez de Silva. Felipe II nombró un administrador de sus bienes y más adelante llevó las cuentas su hijo Fray Pedro ante la ausencia de sus hermanos.
Falleció en dicha localidad el 12 de febrero de 1592. Ana y Ruy están enterrados juntos en la Colegiata de Pastrana.

### Matrimonio e hijos
Durante el periodo de su matrimonio la vida de Ana fue estable y no se le conocen andanzas ni problemas. Tuvo con Ruy Gómez de Silva diez hijos:
- Diego Gómez de Silva y Hurtado de Mendoza,  muerto de niño.
- Ana de Silva y Mendoza (1560-1610), mujer de Alonso Pérez de Guzmán el Bueno y Zúñiga, VII duque de Medina Sidonia.
- Rodrigo II Gómez de Silva y Hurtado de Mendoza, II duque de Pastrana (1562-1596), quien casó con Ana de Portugal y Borja. Se rumoreaba en la Corte que Ruy fue hijo del rey Felipe II.[12]
- Diego de Silva y Mendoza, III duque de Francavilla y I marqués de Alenquer (1564[13]-1630), casado en primeras nupcias con Luisa de Cárdenas y en segundas con María Ana Sarmiento Villandrano de Ulloa, condesa de Salinas.
- Pedro Gómez de Silva y Hurtado de Mendoza (1565),[13] muerto de niño.
- Ruy Gómez de Silva y Hurtado de Mendoza, I marqués de la Eliseda (1570[13]-1616). Matrimonios: Ana de Aguilar, Jerónima Fernández de Hijar y Antonia Manrique de Lara, XI condesa de Castañeda.
- Fernando de Silva y Mendoza, luego Fray Pedro González de Mendoza, (1570-1639), arzobispo de Zaragoza.
- María Gómez de Silva y Hurtado de Mendoza y María Gómez de Silva y Hurtado de Mendoza (ca. 1570): gemelas o mellizas, muertas de niñas.
- Ana Gómez de Silva y Hurtado de Mendoza (1573-1614), fue la última hija del matrimonio y quien acompañó a su madre en los años de encierro.[14]

## La princesa de Éboli, en cine y televisión
En 1955 se realizó la primera película basada en la vida de Ana de Mendoza, a la que dio vida Olivia de Havilland, bajo el título precisamente de La Princesa de Éboli, dirigida por Terence Young.
Para la televisión, el personaje fue interpretado por la actriz Marisa de Leza en el episodio titulado La tumultuosa Princesa de Eboli, de la serie Mujeres insólitas, y que se emitió por TVE el 15 de febrero de 1977.
Para la serie de Teresa de Jesús, dirigida por Josefina Molina y emitida en 1984 por TVE-1, la actriz que encarnó en dos de los episodios a la princesa de Éboli fue Patricia Adriani.
En 2008 se estrenó la película La conjura de El Escorial, dirigida por Antonio del Real y que narraba, con relativa fidelidad, las intrigas de Antonio Pérez y la Princesa de Éboli. Este último personaje fue interpretado por la actriz británica Julia Ormond.
El 18 de octubre de 2010, se estrenó una miniserie de dos episodios para televisión (Antena 3), con Belén Rueda al frente del reparto en el papel de la princesa, titulada La princesa de Éboli.
Desde 2013, en Pinto, lugar donde se encuentra el Torreón de Pinto, durante el Festival Renacentista con motivo del encierro de la princesa, el Taller de Teatro de Pinto representa el encierro de la princesa en el municipio y los hechos que llevaron a ello.